# Lista dei farmaci essenziali
La lista dei farmaci essenziali (dall'inglese Model List of Essential Medicines, o Essential Medicines List, abbreviato in EML; a volte tradotto come listino dei medicinali essenziali) è un documento pubblicato periodicamente dall'Organizzazione mondiale della sanità che contiene i farmaci considerati più efficaci e sicuri per soddisfare le esigenze più importanti di un sistema sanitario.
L'elenco viene spesso utilizzato dai paesi per aiutare a redigere le proprie liste di medicine essenziali.

## Storia
La prima lista fu pubblicata nel 1977 e includeva 208 farmaci. L'Organizzazione mondiale della sanità aggiorna la lista ogni due anni.
La 21° lista, pubblicata nel 2019, conteneva 460 farmaci; quella del 2021 ne riporta 479.
Le liste nazionali contengono tra 334 e 580 farmaci.

## Caratteristiche
L'elenco è suddiviso in voci principali e complementari. Gli elementi chiave sono considerati le opzioni più convenienti per i principali problemi di salute e sono utilizzabili con poche risorse sanitarie aggiuntive.
Gli articoli complementari richiedono infrastrutture aggiuntive, come fornitori di assistenza sanitaria appositamente formati o apparecchiature diagnostiche o hanno un rapporto costi-benefici inferiore.
Un simbolo indica i medicinali complementari, che hanno bisogno di diagnosi, monitoraggio o formazione specialistica. Alcuni possono essere inclusi in questa categoria se sono molto costosi o meno interessanti in relazione al loro costo/beneficio.
Circa il 25% degli articoli è nella lista complementare. Alcuni farmaci sono elencati come core e complementari. Mentre la maggior parte dei farmaci presenti nell'elenco sono disponibili come prodotti generici, essere sotto brevetto non ne preclude l'inclusione.

## Listino pediatrico
Nel 2007 è stato creato un elenco separato per bambini fino a 12 anni, noto come Lista dei medicinali essenziali per bambini, giunto alla sua 8ª edizione nel 2021. È stato creato per assicurarsi che i bisogni dei bambini fossero sistematicamente considerati come la disponibilità di formulazioni adeguate.